# Disturbo della condotta
Il disturbo della condotta è una categoria nosografica nella quale sono compresi modelli di comportamento caratterizzati da una condotta continuata di violazione di norme sociali e dei diritti altrui.

## Sintomatologia
I sintomi possono essere molto numerosi e vari:
- scarsa attenzione per i sentimenti altrui (deficit di empatia);
- atteggiamenti disubbidienti, irritanti, di sfida, ma anche accuse infondate nei confronti dei coetanei e degli adulti, compresi i propri genitori e gli insegnanti;
- scarso rispetto verso i bisogni e le necessità degli altri, ma anche verso i loro oggetti che spesso amano distruggere;
- aggressione fisica o verbale nei confronti degli altri specie dei soggetti più deboli con comportamenti di bullismo;
- costante acredine verso chi ha fatto loro del male e comportamenti vendicativi;
- atteggiamenti aggressivi e a volte crudeli verso gli animali;
- gioia e godimento nel distruggere, nell'insultare o far del male agli altri;
- frequente uso di bugie e sotterfugi;
- frequente uso di un linguaggio scurrile;
- allontanamento dalla scuola e quindi dispersione scolastica. Ciò li porta ad avere minori competenze scolastiche rispetto ai loro coetanei;
- fughe da casa;
- atti di vandalismo e furto.[1]

Il disturbo della condotta è uno dei più frequenti problemi riscontrati in salute mentale perché gli aggressori non solo infliggono gravi danni agli altri, ma rischiano più degli altri di essere condotti in arresto, di cadere in depressione, di fare abuso di sostanze e, infine, di tendere al suicidio. Non si tratta di una singola entità medica ma coinvolge varie forme di comportamento deviante. Dopo i 18 anni, il disturbo della condotta può sfociare in un disturbo della personalità antisociale, che rientra nella psicopatia. Il disturbo della condotta depressiva, invece, è una combinazione tra il disturbo della condotta e il disturbo della personalità con sintomi emergenti quali apatia, deficit di autostima, insonnia e appetito discontinuo. I loro comportamenti provocano spesso atteggiamenti di allontanamento, non accettazione ed isolamento da parte degli adulti e anche dei coetanei, quando i loro comportamenti disturbanti e aggressivi li coinvolgono frequentemente. Fattori di rischio.
In un modo o nell'altro, molti giovani fanno cose che hanno effetti distruttivi su sé stessi o su altri. Ogni ragazzo ha un proprio metodo di fronteggiamento, sebbene solo alcuni di tali metodi hanno conseguenze nefaste. Così come il comportamento è indicativo di un disturbo della condotta, tanto il disturbo è comune tra i giovani. Almeno il 50% di genitori con figli di un'età compresa tra i 3 ed i 6 anni, hanno riferito determinati comportamenti da parte loro, anche se il trend è in diminuzione.
Coloro che persistono nella propria condotta deviante sono probabili candidati per un servizio di consulenza psicologica. Si stima che almeno il 5% di giovani mostrano gravi problemi della condotta, essendo descritti come impulsivi, iperattivi, aggressivi e coinvolti in condotte devianti. Le motivazioni spaziano da tare ereditarie e/o caratteriali, genitori irresponsivi e ambiente sociale dove la violenza è all'ordine del giorno. A fronte dei considerevoli interventi posti in essere dalle istituzioni pubbliche per prevenire e curare tali disturbi, c'è un vuoto di consenso su quali metodi effettivamente promuovere.
Una delle conseguenze del disturbo della condotta è la delinquenza minorile che si riferisce ad una serie di comportamenti tesi a violare la legge e ad assumere pattern devianti, un concetto più ampio che spazia dal vandalismo al delitto. Seguendo le statistiche americane, otto giovani su dieci vanno a delinquere.
La delinquenza minorile è stata rilevata in diverse culture quali minoranze etniche e subculture devianti in proporzione a tutta la popolazione, come suggeriscono alcuni fattori quali l'eredità, i condizionamenti sociali e le esperienze familiari traumatiche.

## Modelli comportamentali
Il disturbo della condotta è la diagnosi prevalente nei giovani dimessi dagli ospedali. Modelli comportamentali del disturbo della condotta si concentrano sulle funzioni della prima infanzia. In sostanza, questi modelli rappresentano un microcosmo dove si sviluppano condotte devianti. Utilizzando un gruppo di confronto, questi modelli hanno evidenziato che le scelte strategiche adottate di volta in volta sono predittive di comportamenti devianti.

## Cause

### Cause neurobiologiche
Il disturbo della condotta è un concetto sotteso ad un tipo di persona caratterizzata da un deficit congenito di empatia combinata con una certa dose di condotta immorale mascherata dall'abilità di apparire normale.
Alcuni studiosi hanno visto in tale deficit un fattore di rischio per il disturbo della condotta.
Gli psicologi dello sviluppo e i neuropsichiatri hanno ipotizzato che l'empatia e il sistema simpatico sono fattori essenziali al fine di inibire l'aggressività.
La propensione al comportamento deviante, invece, è stata ipotizzata per rappresentare una rapida risposta empatica di identificazione con la vittima o, comunque, verso il dolore altrui, talvolta il deficit empatico può derivare dal fallimento alla comprensione del dolore altrui. Analogamente, è stato suggerito che il comportamento deviante dipende da un fuorviante processo della trasmissione delle informazioni emozionali, risultato di un deficit nel processo di elaborazione degli indicatori di pericolo e del senso di colpa, che normalmente permette alle persone di inibire i propri impulsi aggressivi.
Recentemente uno studio sulla risonanza magnetica condotta nella Università di Chicago ha dimostrato che i minorenni con un disturbo della condotta associato a tendenze psicopatiche hanno una diversa risposta emozionale se confrontati con determinati stimoli.
I ragazzi che mostravano una specifica attivazione dell'amigdala e del corpo striato, erano più propensi a subire delle suggestioni, quando partecipavano a liti di altri compagni.
Diversamente dal gruppo di controllo, i ragazzi con il disturbo della condotta non riuscivano ad attivare le zone cerebrali (“corteccia paracingulata” e “giunture temporoparietali”) coinvolte nella comprensione delle interazioni sociali e nell'attribuzione morale.
Una delle cause del disturbo della condotta può essere il disturbo da deficit di attenzione/iperattività (ADHD).

### Cause psicologiche e ambientali
Spesso si scopre che questi soggetti hanno subito violenze fisiche o psicologiche e che il loro comportamento nasce da rabbia e frustrazione.
Sono bambini che:
- hanno sofferto per il rifiuto o l'abbandono da parte di uno o di entrambi i genitori;
- hanno subito una disciplina eccessivamente rigida e frustrante, in quanto fin da piccoli sono stati giudicati come bambini cattivi e monelli da rifiutare, allontanare, punire e non da comprendere, sostenere e aiutare;
- sono stati rifiutati dai loro compagni o dagli adulti che li avrebbero dovuto prendersene cura e proteggere;
- hanno subito un precoce allontanamento dal nido familiare per essere inseriti in varie istituzioni;
- hanno sofferto per malattie organiche di una certa importanza senza avere accanto dei genitori o degli adulti attenti e comprensivi nei loro riguardi;
- per Wolff S.[20] a volte un genitore di questi bambini, spesso la madre, ha un atteggiamento ambivalente: da una parte rimprovera il figlio per il suo comportamento, dall’altra, senza esserne consapevole, lo incoraggia. Vi sono pertanto in uno o in entrambi i genitori degli atteggiamenti incoerenti o eccessivamente permissivi;
- anche per Bowlby[21] questi disturbi nascono quando il bambino è sottoposto a un'eccessiva pressione e pertanto è costretto a usare massicciamente le sue manovre difensive per fronteggiare l'ansia crescente che dilaga nel suo Io;
- altre volte sono bambini che hanno subito frequenti conflitti genitoriali.

## Terapia e trattamento
Uno dei fattori, determinanti nello sviluppo e nel mantenimento di comportamenti associati al disturbo della condotta, è l'adesione a comportamenti indesiderati. La terapia adatta, di conseguenza, si concentra principalmente su come determinati problemi possono essere stimolati dall'ambiente sociale di riferimento. Psicologi e psicoterapeuti dunque, incoraggiano i giovani ad assumere atteggiamenti e sperimentare situazioni tali da evitare che questi possano incidere nelle loro scelte individuali. Oltretutto, si cerca di coinvolgere anche i genitori in modo da evitare che si possano ricreare delle situazioni che in maniera latente potrebbero favorire comportamenti devianti.
Se la o le cause sono di ordine psicologico sono inutili i rimproveri, le punizioni o i ricatti, in quanto si avrebbe soltanto un peggioramento del mondo interiore del bambino con conseguente accentuazione dei sintomi dovuti alla sua sofferenza. L'obiettivo primario in questi casi è riuscire a ottenere una migliore serenità ed equilibrio interiore migliorando la sua autostima, la scarsa fiducia nei genitori e negli adulti.
Nel caso in cui si evidenzia nel bambino una carenza o mancanza di norme e regole, queste possono essere date da una persona matura, equilibrata, serena, e autorevole, che sappia unire ai segnali di rispetto e affetto, anche delle precise norme e regole che indirizzino il bambino senza per altro umiliarlo o farlo soffrire eccessivamente.